# Al-Jaish Damaszek
Al-Jaish Sports Club (ar. ننادي الجيش الرياضي) – syryjski klub piłkarski grający w pierwszej lidze syryjskiej, mający siedzibę w mieście Damaszek.

## Historia
Klub został założony w 1947 roku. Jest najbardziej utytułowanym klubem w kraju. W swojej historii klub szesnastokrotnie zostawał mistrzem Syrii w sezonach 1973, 1976, 1979, 1985, 1986, 1998, 1999, 2001, 2002, 2003, 2009/2010, 2012/2013, 2014/2015, 2015/2016, 2016/2017 i 2017/2018. Zdobył również dziewięć Puchary Syrii w 1967, 1986, 1997, 1998, 2000, 2002, 2004, 2014 i 2018 oraz dwa Superpuchary Syrii w 2013 i 2018. W 2004 roku osiągnął też międzynarodowy sukces. W finale Pucharu AFC pokonał w dwumeczu Al-Wahda Damaszek (3:2, 0:1).

## Sukcesy
- I liga:

mistrzostwo (17): 1973, 1976, 1979, 1985, 1986, 1998, 1999, 2001, 2002, 2003, 2009/2010, 2012/2013, 2014/2015, 2015/2016, 2016/2017, 2017/2018, 2018/19
- Puchar Syrii:

zwycięstwo (9): 1967, 1986, 1997, 1998, 2000, 2002, 2004, 2014, 2018
- Superpuchar Jordanii:

zwycięstwo (2): 2013, 2018
- Puchar AFC:

zwycięstwo (1): 2004

## Stadion
Domowe mecze klub rozgrywa na stadionie o nazwie Stadion Abbasijjin, położonym w mieście Damaszek. Stadion może pomieścić 30000 widzów.